# Théâtre africain de la Première Guerre mondiale
Première Guerre mondiale
Batailles
Front africain
- Laï (8-1914)
- Sandfontein (9-1914)
- Tanga (11-1914)
- Naulila (12-1914)
- Jassin (1-1915)
- Gibeon (4-1915)
- Bukoba (6-1915)
- Mongua (8-1915)
- Salaita (2-1916)
- Beringia (5-1916)
- Negomano (11-1917)

Front d'Europe de l'Ouest
Front italien
Front d'Europe de l'Est
Front des Balkans
Front du Moyen-Orient
Bataille de l'Atlantique
Le théâtre africain de la Première Guerre mondiale comprend des campagnes en Afrique du Nord initiées par les empires allemand et ottoman, des rébellions locales contre la domination coloniale européenne et des campagnes alliées contre les colonies allemandes du Kamerun, du Togoland, du Sud-Ouest africain allemand et de l'Afrique orientale allemande.

## Contexte
À cette époque, l'Empire britannique, la France et l'Empire allemand veulent tous trois étendre leurs empires coloniaux et ont déjà entrepris, par le passé, de s'affronter de façon plus ou moins ouverte en procédant par intimidation et infiltration. En Afrique orientale allemande, les Allemands ont déjà répondu à 11 tentatives anglaises.
La Conférence de Berlin prévoit que les colonies européennes en Afrique soient neutres si la guerre éclate en Europe ; en 1914, aucune des puissances européennes n'avait l'intention de défier ses adversaires pour le contrôle des colonies d'outre-mer. Lorsque la nouvelle du déclenchement de la guerre parvient aux colons européens en Afrique, elle ne fut guère accueillie par l’enthousiasme observé dans les capitales des États qui possédaient des colonies.
La guerre ne se limitait pas aux opérations terrestres. La marine a joué un rôle important, en particulier dans les régions côtières de l’Afrique de l’Est. La Royal Navy a effectué des blocus qui ont empêché les navires allemands d’atteindre les côtes africaines et ont interrompu leurs routes d’approvisionnement. La population locale a été recrutée à la fois par les Alliés et les puissances centrales pour soutenir leurs efforts de guerre respectifs. Les effets de la guerre sont allés au-delà des combats proprement dits. La guerre a eu d’importantes conséquences économiques, sociales et politiques pour l’Afrique. Les combats ont perturbé le commerce, l’agriculture et les infrastructures, entraînant une famine généralisée et des difficultés économiques. En outre, le conflit a conduit au recrutement forcé de travailleurs africains, ce qui a exacerbé les tensions existantes et semé les graines de futurs mouvements nationalistes.

## Afrique de l'Ouest
L'Allemagne avait deux colonies en Afrique de l'Ouest, le Togo et le Kamerun (aujourd'hui appelé Cameroun). Les troupes allemandes du Togo n’opposèrent que peu de résistance aux troupes alliées franco-anglo-belges et capitulèrent dès août 1914.
Au Cameroun, les forces allemandes durent abandonner la région de la côte assez rapidement et se replièrent dans l’arrière-pays où elles livraient une guerre de guérilla aux troupes alliées pendant près de deux ans avant de se rendre en février 1916 devant un ennemi en fort surnombre.

## Sud-ouest de l'Afrique
Les possessions allemandes du sud-ouest de l'Afrique (aujourd'hui la Namibie) sont un immense territoire aride. Le désert du Namib est une zone complètement déserte le long de la côte. Windhoek est la capitale coloniale, elle est située à 200 kilomètres des côtes de l'océan Atlantique. 3 000 soldats sont stationnés dans la ville, ils peuvent compter sur le soutien de la plupart des 7 000 hommes adultes de la ville, des colons allemands. De plus, les Allemands ont de bonnes relations avec les Boers d'Afrique du Sud, qui ont mené une guerre sanglante contre le Royaume-Uni à peine 12 ans plus tôt.
Les Britanniques ont commencé par armer et organiser leurs anciens ennemis les Boers. Cette stratégie est dangereuse, car l'attaque prévue sur la Namibie s'est transformée en une rébellion de 12 000 Boers armés.
Jan Smuts et Louis Botha, des dirigeants boers, prennent parti pour les Britanniques contre Christiaan Beyers (en) et Christiaan De Wet. Au cours de deux batailles en octobre 1914, les rebelles sont défaits. À la fin 1914, la rébellion prend fin.
Après le mois de janvier 1915, le général Smuts continue ses opérations militaires dans le sud-ouest de l'Afrique. Les troupes sud-africaines se sont endurcies et expérimentées en vivant dans ce type de terrain. Elles traversent des centaines de kilomètres de désert à cheval en quatre colonnes. Les Allemands tentent de retarder leur avance, mais sans succès. Windhoek est capturée le 12 mai 1915. Dans les deux mois qui suivent, toutes les forces allemandes se rendent.

## Afrique de l'Est
Pendant les quatre années du conflit, les forces alliées Britanniques, Belges et Portugaises ne parviennent pas à battre définitivement l'armée de l'Afrique orientale allemande (aujourd'hui la Tanzanie, le Rwanda et le Burundi). Les opérations provoquent des dizaines de milliers de victimes dont 99 % résultent de maladies endémiques. Le commandant allemand, le colonel (plus tard général) Lettow Vorbeck parvient à conserver la capacité combattive de son armée en menant une campagne de guérilla contre ses adversaires pendant toute la durée de la Grande Guerre. Ce succès est resté légendaire, mais il a eu un impact très faible sur le cours de la Première Guerre mondiale.
Les forces allemandes subissent des raids, des attaques et des embuscades à quoi elles ripostent par la même tactique de harcèlement. Les forces allemandes se battent sur l'ensemble du territoire de l'Afrique orientale allemande, les troupes vivant en capturant les fournitures militaires des armées britanniques et portugaises.
Les troupes du Congo Belge attaquent les positions allemandes de la rive Est du lac Tanganyika dès 1914. Les Belges ont amené sur leur rive du lac des bateaux démontables et deux hydravions, ce qui constitue la première apparition de l'aviation dans le ciel de l'Afrique centrale. Cette supériorité matérielle entraîne la destruction de la flottille allemande. Ensuite, les forces belges sous les ordres du général Charles Tombeur repoussent les Allemands et entrent en Afrique Orientale, avançant en colonnes soutenues par 200 000 porteurs dans le but de faire jonction avec des forces britanniques. Les Belges remportent la victoire à Tabora et, de 1916 à 1918, ils vont continuer à combattre dans une partie de l'Est africain allemand englobant le Rwanda et l'Urundi.
Selon les chiffres disponibles, les effectifs de la Force Publique Congolaise se sont élevés à 17 833 soldats, 20 000 porteurs-militaires statutaires et 260 000 porteurs-militaires engagés pour la guerre, sans compter un nombre inconnu de femmes utilisées pour diverses corvées. Au total, ce sont au minimum 297 833 personnes issues du Congo belge qui furent impliquées directement dans les combats, parmi lesquelles au-moins 29 000 hommes perdirent la vie (le nombre des femmes mortes pendant le conflit reste inconnu).
À titre de comparaison, les effectifs de l’armée belge sur le front de l’Yser atteignaient entre 267 000 et 360 000 personnes selon la source. Entre 13 716 et 35 000 d’entre-eux n’en revinrent jamais. En termes d’effectifs et de vies perdues, l’effort de guerre de la Force Publique Congolaise en Afrique aurait donc été du même ordre de grandeur que celui de l’armée belge en Europe.
En 1916, les Britanniques donnent à Jan Smuts, ancien commandant boer, la responsabilité de vaincre les Allemands. Sa conquête de l'Afrique orientale allemande est méthodique, mais moyennement réussie car seule la région nord de la colonie allemande est vraiment conquise à l'automne 1916, les troupes britanniques ayant conquis la seule ligne de chemin de fer de la colonie allemande, ce qui leur donne la maîtrise de la région s'étendant au nord de la ligne. L'armée de Paul von Lettow-Vorbeck n'est toujours pas vaincue et reste active longtemps après le départ de Jan Smuts pour le Cabinet de guerre impérial à Londres en 1917. Les forces allemandes sont alors divisées. À l'est, elles doivent contenir la pression belge, à l'ouest, elles sont confrontées aux Britanniques, mais aussi aux Portugais venus de leur colonie de l'Afrique de l'est (actuellement le Mozambique). Le commandant en chef allemand Paul von Lettow-Vorbeck parvient, en manœuvrant ses forces avec rapidité, à contrer tour à tour chacun de ses adversaires et repousse les Portugais jusqu'à se réfugier dans leur propre colonie où il s'empare de stocks de munitions et de vivres. Plus tard, il va tenter de contre-attaquer en Afrique Orientale Allemande, mais va finir par se trouver acculé en Rhodésie du Nord en 1918.
Paul von Lettow-Vorbeck accepte un cessez-le-feu sur la rivière Chambeshi, le 14 novembre 1918, après avoir reçu un télégramme l'informant que l'Allemagne avait signé l'armistice le 11 novembre. La reddition officielle est signée le 23 novembre 1918 à Abercorn. Il est dit que l'armée de Paul von Lettow-Vorbeck n'a jamais été vaincue au combat, même si elle a reculé dans de nombreux engagements.

## Afrique du Nord
Elle opposa principalement les Senoussi, ordre religieux de nomades arabes, et des tribus berbères, appuyées par l'Empire ottoman et l'Empire allemand, au Royaume-Uni, à l'Italie et à la France dans le sud-ouest de la Libye et en Tripolitaine.
Les Ottomans avaient l'intention d'ouvrir un nouveau front afin d'attirer les troupes britanniques combattant dans le Sinaï et en Palestine afin de réduire la pression que les Allemands subissaient de la part des Alliés sur d'autres fronts. Les Italiens, qui souhaitaient conserver les gains territoriaux qu'ils avaient fait par le biais du traité de Lausanne, participèrent au conflit.

## Après la guerre
La guerre marque la fin de l'éphémère empire colonial allemand. Le Royaume-Uni, la France et la Belgique se partagent les colonies africaines de l'Allemagne. Par la suite, les anciennes colonies allemandes accèdent à l'indépendance à dater des années 1960. La Namibie est la dernière à accéder à l'indépendance, en l'obtenant, en 1988, de l'Afrique du Sud qui avait reçu un mandat de la Société des Nations (SDN) sur ce territoire.